# Ezra T. Newman
Ezra Ted Newman (17. října 1929 – 24. března 2021) byl americký fyzik, který je známý díky svým příspěvkům v oblasti obecné teorie relativity. Působí jako emeritní profesor na University of Pittsburgh. V roce 2011 získal od Americké fyzikální společnosti Einsteinovu cenu za zásluhy o teretickou relativitu včetně Kerrovy–Newmanovy metriky a Newmanova–Penroseova formalismu.

## Mládí
Narodil se v Bronxu v New Yorku. Věda ho začala bavit již v dětství, zajímal se o magnety, oheň a četl vědecké publikace.  Byl přijat na vědeckou střední školu, kde exceloval ve fyzice. Jeho otec doufal, že bude studovat stomatologii, ale on se rozhodl zapsat na New York University ke studiu fyziky. Zde také získal roku 1951 bakalářský titul, doktorát obdržel o pět let později na Syracuse University.

## Kariéra
Newman byl vědecky velmi aktivní v době rozkvětu obecné teorii relativity v letech 1960–1975. V roce 1962 spolu s Rogerem Penrosem představili Newmanův–Penroseův formalismus pro práci se spinorovými veličinami v obecné relativitě. V roce 1963 objevil se spolupracovníky NUT vakuum, přesné vakuové řešení Einsteinových rovnic, které se stalo slavným „protipříkladem ke všemu“. V roce 1965 objevil Kerrovo–Newmanovo elektrovakuum, jedno z nejznámějších exaktních řešení. Jeho pozdější práce zahrnovaly problém rekonstrukce gravitačního pole uvnitř daného regionu z pozorování jak jsou optické obrazy čočkovány světlem procházejícím regionem.

## Rodina
Jeho syn David Newman je rovněž fyzikem a působí na University of Alaska Fairbanks, dcera Dara je bioložkou a genetičkou.